# Exposições de Quadros Modernos
Pelos inícios da década de 80 do século XIX, um grupo de novos artistas, “rapazes ainda todos”, reúne-se diariamente, à volta de muito fumo, de um copo de cognac, genebra ou caneca de cerveja, na cervejaria Leão da Rua do Príncipe (hoje 1º de Dezembro). “Silva Porto, António Ramalho, Malhoa, Chrystino e Pinto eram os certos, Vieira, Martins, Vaz, Girão, etc. apareciam mais ou menos”. Discutiam-se as novas ideias trazidas por Silva Porto da sua estada em Paris e Barbizon. Alberto d'Oliveira e também Monteiro Ramalho, irmão de António,  literatos, faziam igualmente parte do grupo, sendo o primeiro um dos grandes entusiastas da exposição independente, trataria dos catálogos e de conseguir algumas linhas na imprensa.
Nascia assim, “informal e sem estatutos”, o “Grupo do Leão”, como lhe chamaria Mariano Pina em artigo no “Diário da Manhã” de 15 de Dezembro de 1881, aquando da inauguração da “1ª Exposição de Quadros Modernos”. Columbano, que por aquelas mesas havia já passado e agora em Paris, juntar-se-lhes-á nas exposições seguintes. Tal como José A. de Figueiredo, “o pinturinhas” pelas pequeninas aguarelas que pintava.

## De "Quadros" a "Arte"
Depois, em 1885, sucessivas adesões, designadamente de escultores, obrigam a alterações e a 5ª Exposição passa a “de Arte Moderna”. Primeiro com Moreira Rato, depois com Soares dos Reis, por fim Teixeira Lopes e a Duquesa de Palmela. Esta, a última das ilustres “Senhoras Leoas” de que também fizeram parte M.ª Augusta Bordalo Pinheiro, Helena Gomes, Berta Ortigão e Josefa Greno.
As mostras do Grupo do Leão, regulares até à 8ª (1888-1889), terminam então como começaram, naturalmente, de forma “harmoniosa e sem intriga”. Antes, o registo para a História, com o célebre quadro de Columbano “O Grupo do Leão” (1885), MNAC.
Perto de três dezenas de Artistas estiveram presentes nas mostras organizadas pelo Grupo do Leão ao longo daqueles anos. Várias têm sido as confusões sobre a sua identidade - que começam cedo, logo nos anos 40 e pela pena de ensaístas credíveis, ora citando quem nunca teve qualquer participação, ora esquecendo nomes incontornáveis.
Publica-se assim, pela ordem dos catálogos e cronológica, com a indicação das exposições participadas, a lista de todos os Artistas presentes em todas as Exposições de Quadros/Arte Moderna organizadas pelo Grupo do Leão, marco fundador do primeiro Naturalismo em Portugal.

## Todos os Protagonistas
- João Ribeiro Cristino da Silva _________ 1ª 2ª 3ª 4ª 5ª 6ª 7ª 8ª
- José de Sousa Moura Girão __________ 1ª 2ª 3ª 4ª 5ª 6ª—8ª
- José Vital Branco Malhoa_____________1ª 2ª 3ª 4ª 5ª 6ª 7ª 8ª
- José Joaquim Cipriano Martins ________1ª 2ª 3ª—5ª 6ª -- --
- Manuel Henrique Pinto ______________ 1ª 2ª 3ª 4ª 5ª 6ª 7ª 8ª
- António Monteiro Ramalho Júnior ______1ª -- -- 4ª 5ª 6ª 7ª 8ª
- António Carvalho da Silva Porto _______ 1ª 2ª 3ª 4ª 5ª 6ª 7ª 8ª
- João José Vaz _____________________ 1ª 2ª 3ª 4ª 5ª 6ª 7ª 8ª
- João Rodrigues Vieira _______________1ª 2ª 3ª 4ª 5ª 6ª 7ª --
- Columbano Bordalo Pinheiro___________—2ª 3ª 4ª 5ª—7ª --
- José Augusto de Figueiredo __________—2ª 3ª -- -- -- -- --.Aguarelas
- Dª Maria Augusta de Prostes Bordalo Pinheiro_______ -- -- -- -- 5ª—7ª --
- Rafael Bordalo Pinheiro _____________ -- -- -- -- 5ª -- -- --
- Dª Helena Gomes ___________________ -- -- -- -- 5ª 6ª 7ª --
- Dª Berta Ramalho Ortigão ____________ -- -- -- -- 5ª 6º -- --
- José Júlio Sousa Pinto _______________ -- -- -- -- 5ª—7ª 8ª
- Francisco Vilaça ____________________ -- -- -- -- 5ª—7ª --
- José Moreira Rato Júnior _____________ -- -- -- -- 5ª 6ª 7ª --.Escultor
- Júlio Teixeira Bastos _________________ -- -- -- -- -- 6ª 7ª 8ª
- Ernesto Condeixa ___________________ -- -- -- -- -- 6ª 7ª 8ª
- A. R. Duarte ________________________ -- -- -- -- -- 6ª -- --.do Rio de Janeiro, Brasil
- Adolfo César de Medeiros Greno _______-- -- -- -- -- 6ª 7ª 8ª
- Dª Josefa Garcia Greno _______________-- -- -- -- -- 6ª 7ª 8ª
- Carlos Reis _________________________ -- -- -- -- -- 6ª 7ª --
- António Soares dos Reis ______________ -- -- -- -- -- -- 7ª 8ª.Escultor
- José Queirós ________________________ -- -- -- -- -- -- -- 8ª
- José Veloso Salgado _________________ -- -- -- -- -- -- -- 8ª
- António Teixeira Lopes _______________  -- -- -- -- -- -- -- 8ª.Escultor
- Duquesa de Palmela __________________-- -- -- -- -- -- -- 8ª.Escultora